# FK Kosonsoy
El FK Kosonsoy (en uzbeko: Косонсой футбол клуби) es un equipo de fútbol de Uzbekistán que juega en la Primera Liga de Uzbekistán, la segunda categoría de fútbol en el país.

## Historia
Fue fundado en el año 1984 en la ciudad de Kosonsoy con el nombre Kosonsoyets y han tenido varios nombres a lo largo de su historia:
- 1982:Kosonosyets
- 1992: Kosonsoychi Kosonsoy
- 1993: Kushon Kosonsoy
- 1994: Kosonsoy Zakovat FK
- 1995: Kushon Kosonsoy
- 1996: FK Kosonsoy
- 2003: Navbakor-2[1]
- 2004: Kushon
- 2012: FK Kosonsoy
- 2013: FK Kosonsoy ZK
- 2014: FK Kosonsoy
- 2015: FC Kosonsoy
- 2016: Kosonsoy

Durante la época soviética su logro más importante fue haber clasificado a la primera ronda de la Copa de la Unión Soviética en 1987, y tras la independencia de Uzbekistán se convirtió en uno de los equipos fundadores de la Liga de fútbol de Uzbekistán, descendiendo de categoría en 1993.
En 1995 regresa a la Liga de fútbol de Uzbekistán como subcampeón de la segunda división, permaneciendo en la máxima categoría por tres temporadas hasta que descendió en 1998.